# Provincia di Bam (Burkina Faso)
La provincia di Bam è una delle 45 province del Burkina Faso, situata nella Regione del Centro-Nord. Il capoluogo è Kongoussi.

## Struttura della provincia
La Provincia di Bam comprende 9 dipartimenti, di cui 1 città e 8 comuni:

### Città
- Kongoussi

### Comuni
- Bourzanga
- Guibaré
- Nasséré
- Rollo
- Rouko
- Sabcé
- Tikaré
- Zimtenga